# شان آستین
شان آستین (به انگلیسی: Sean Astin) متولد ۲۵ فوریه ۱۹۷۱ در سنتا مونیکا، کالیفرنیا) بازیگر و کارگردان و تهیه‌کننده فیلم آمریکایی و کارگردان نامزد دریافت جایزه اسکار است.
عمده شهرت وی به خاطر حضور در فیلم‌های گونیز، رودی، نقش سم‌وایز گمجی در سگانه ارباب حلقه‌ها و برادر دوپینگی درو بریمور بازیگر مشهور زن آمریکایی در فیلم ۵۰ قرار اول است. او همچنین به عنوان بازیگر مهمان در پنجمین قسمت یکی از پرطرفدارترین مجموعه‌های تلویزیونی به نام ۲۴ نیز بازی کرده‌ است.

## زندگی‌نامه
آستین تحت نام مادر خود با نام شان پتریک دوک در سنتا مونیکا، کالیفرنیا متولد شد. وی فرند پتی دوک و جان آستین است البته از نظر ژنتیکی پدر حقیقی وی مایکل تل ترویج‌گر موسیقی و یک یهودی آمریکایی است که قبل از ازدواج پتی دوک با آستین از وی طلاق می‌گیرد.
در زمان تولد آستین کاملاً فرض بر این بود که پدر واقعی او دیسی آرناز کمدین معروف آمریکایی است. اگرچه کاملاً اثبات شده که این گفته نادرست است.
آستین همچنین برادر بزرگ‌تر مکنزی آستین بازیگر فیلم حقیقت زندگی است.
آستین با بالاترین نمره توانست مدرک لیسانس تاریخ و انگلیسی خود را در رشته ادبیات و فرهنگ آمریکایی از دانشگاه یو سی ال ای بگیرد.
آستین همچنین یک گیاه‌خوار است.

## حرفه

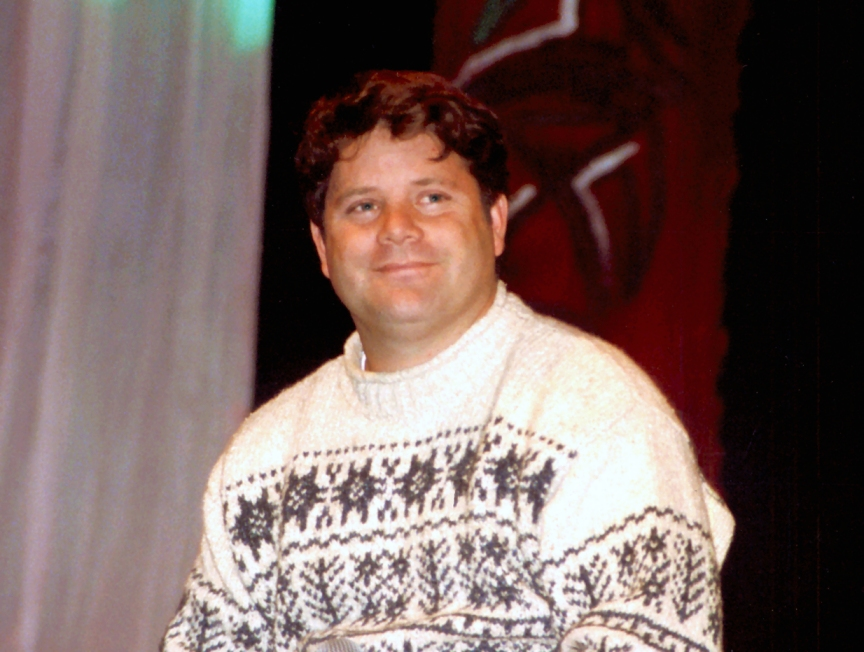
آستین در همایش Ring*Con ارباب حلقه‌ها در فلودای آلمان ۲۰۰۶

در سن سیزده سالگی او کار خود را در نقش میکی در فیلم گانیز در سال ۱۹۸۵ بر روی پرده سینما آغاز کرد. در سال ۱۹۸۹ او نقش جزئی در فیلم جنگ رزها داشت و در سال ۱۹۹۳ نقش حائز اهمیتی در فیلم رودی را بر عهده بر عهده گرفت. آستین در سال ۲۰۰۱ تا ۲۰۰۳ بیاد ماندنی‌ترین نقش خود در سگانه ارباب حلقه‌ها ساخته پیتر جکسون را بازی کرد.
او همچنین در فیلم ۵۰ قرار اول در نقش برادر لوسی با بازی درو بریمور در کنار آدام سندلر هنر نمایی کرد.
از دیگر فعالیت‌های آستین می‌توان به ساخت فیلم‌های کوتاه و تأسیس شرکت فیلم‌سازی اشاره کرد.
او در شرایطی شرکت فیلم‌سازی‌اش را تأسیس کرد که هنوز ۲۱ ساله نشده بود.
در سال ۱۹۹۴ او به همراه همسرش کریستین نامزد دریافت جایزه اسکار به خاطر کارگردانی و تهیه‌کنندگی فیلم کوتاه کانگرو کورت شدند.

## زندگی شخصی
آستین در ۱۱ ژوئیه ۱۹۹۲ با کریستین هیرل ازدواج کرد و در حال حاضر آن‌ها دارای سه فرزند دختر به نام‌های آلکساندرا (متولد ۲۷ نوامبر ۱۹۹۶) ٫ الیزابت (متولد ۶ آگوست ۲۰۰۲) و ایزابلا (متولد ۲۲ ژوئیه ۲۰۰۵) که همه با پسوند لوئیس هستند هستند.
کتاب او به نام به آنجا رفتم و بازگشتم: حکایت یک بازیگر نوشته جو لیدن شرح تجربیات او قبل و در طی و بعد از حضور او در سگانه ارباب حلقه‌ها است.

## کارها

شان آستین در نقش لین مکگیل در سریال ۲۴

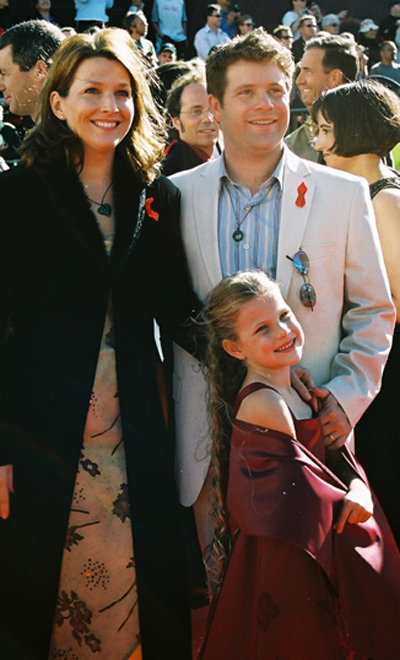
آستین و همسرش کریستین و بزرگترین دخترش الکساندرا

فیلم‌ها
| سال  | عنوان                              | نقش                  | توضیحات     |
| ---- | ---------------------------------- | -------------------- | ----------- |
| ۱۹۸۵ | گونیز                              | میکی والش            |             |
| ۱۹۸۷ | مثل پدر مثل پسر                    | کلرنس                |             |
| ۱۹۸۷ | تابستان آب سفید                    | آلن                  |             |
| ۱۹۸۹ | جنگ رزها                           | جاش ۱۷               |             |
| ۱۹۸۹ | با همدیگدگر ماندن                  | دانکن مت درموت       |             |
| ۱۹۹۰ | ممفیس بل                           | سرگروهبان ریچارد مور |             |
| ۱۹۹۱ | سربازان عروسکی                     | ویلیام تپر           |             |
| ۱۹۹۱ | عصبانیت                            | مایکل                |             |
| ۱۹۹۲ | جایی که آن روز می‌گیرد تو را        | گریگ                 |             |
| ۱۹۹۲ | انسینو من                          | دیو مورگان           |             |
| ۱۹۹۳ | رودی                               | دانیل روتایجر        |             |
| ۱۹۹۴ | گذرگاه امن                         | آی زی سینگر          |             |
| ۱۹۹۵ | زندگی کوتاه                        | اندرو                |             |
| ۱۹۹۵ | هریسون برجرون                      | هریسون برجرون        |             |
| ۱۹۹۶ | شجاعت هنگام جنگ                    | پاتلا                |             |
| ۱۹۹۸ | پسران ملاقات می‌کنند دختران را      | مایک                 |             |
| ۱۹۹۸ | بال ورس                            | گری                  |             |
| ۱۹۹۹ | بازداشت                            | رالف                 |             |
| ۱۹۹۹ | کیمبرلی                            | باب                  |             |
| ۲۰۰۰ | غذا سگ‌ها                           | مورگان               | صدا         |
| ۲۰۰۰ | آخرین محصول                        | بو پارمرنز           |             |
| ۲۰۰۰ | یخ‌شکن                              | مت فاستر             |             |
| ۲۰۰۰ | آسمان در حال سقوط کردن است         | سوارتز               |             |
| ۲۰۰۱ | ارباب حلقه‌ها: یاران حلقه           | سم‌وایز گمجی          |             |
| ۲۰۰۲ | ارباب حلقه‌ها: دو برج               | سم‌وایز گمجی          |             |
| ۲۰۰۳ | ارباب حلقه‌ها: بازگشت پادشاه        | سم‌وایز گمجی          |             |
| ۲۰۰۴ | بالتو ۳: بال‌های شانس               | کودی                 | صدا         |
| ۲۰۰۴ | الویس ساختمان را ترک کرد           | هارون                |             |
| ۲۰۰۴ | ۵۰ قرار اول                        | داگ ویت مور          |             |
| ۲۰۰۵ | لبخند                              | متیوس                |             |
| ۲۰۰۵ | بزرگ‌تر از آسمان                    | کن زربل              |             |
| ۲۰۰۵ | اسپیل استریم                       | استوارت کان‌وی        |             |
| ۲۰۰۵ | سالن رقص مرلین هاچکس و افسون مدرسه | کیپ کپلینگر          |             |
| ۲۰۰۵ | بسوی غرب                           | مارتین جارت          |             |
| ۲۰۰۵ | هرکولس                             | لینوس                |             |
| ۲۰۰۵ | زمین مرزی                          | رندال                |             |
| ۲۰۰۵ | در سایه گرانش                      | مربی آمال            |             |
| ۲۰۰۶ | عشق چیست                           | جرج                  |             |
| ۲۰۰۶ | آستریکس و وایکینگ‌ها                | جاست فور کیز         | صدا انگلیسی |
| ۲۰۰۶ | کلیک                               | بیل                  |             |
| ۲۰۰۷ | فصل آخر                            | کنت استاک            |             |
| ۲۰۰۸ | همیشه قدرتمند                      | مارکوس               |             |
| ۲۰۰۸ | روح جنگل                           | فوری                 | صدا         |
| ۲۰۰۹ | خونسرد باش                         | دختر بزرگ            |             |
| ۲۰۱۰ | جادوگران اوز                       | فراک                 |             |
| ۲۰۱۷ | بچه‌های بد آکادمی کرستویو           |                      |             |

کارهای تلویزیونی
| سال  | عنوان                      | نقش            | توضیحات                   |
| ---- | -------------------------- | -------------- | ------------------------- |
| ۱۹۸۱ | مامان٫ خواهش می‌کنم منو نزن | برایان رینولدز | همراه با مادرش پتی دوک    |
| ۱۹۸۶ | دروازه بی.آر.ای. تی        | لئونارد کینزی  |                           |
| ۲۰۰۳ | ارمیا                      | آقای اسمیت     | تا ۲۰۰۵                   |
| ۲۰۰۵ | کاخ مرکات                  | نقال           | ایلات متحده               |
| ۲۰۰۶ | ۲۴                         | لین مکگیل      | مرحوم                     |
| ۲۰۰۷ | استادان تخیل               | چارلی کرامر    | ناظر                      |
| ۲۰۰۷ | راهب                       | پال بوچنن      |                           |
| ۲۰۰۷ | اسم من ارال است            | فروشنده        |                           |
| ۲۰۰۸ | رنگ جادوی تری پراچت        | دوگل           | ایالات متحده              |
| ۲۰۰۸ | نظم و قانون                | پاستور هنزلی   | فصل ۱۸هم اپیزد بیشه فرشته |
| ۲۰۰۹ | مأمور مخصوص اوسو           | مامور اوسو     | صدا                       |
| ۲۰۱۶ | چیزهای عجیب                | باب نیوبی      | ایالات متحده              |